# تلمبه اسدآباد (بردسیر)
تلمبه اسدآباد یک منطقهٔ مسکونی در ایران است که در دهستان مشیز واقع شده‌است.